# Tarodes lineatus
Tarodes lineatus är en spindelart som beskrevs av Pocock 1899. Tarodes lineatus ingår i släktet Tarodes och familjen hoppspindlar. Inga underarter finns listade i Catalogue of Life.